# Application Service Provider
Application Service Provider (ASP) é uma empresa que fornece software de aplicativo geralmente pela web. A maior importância desse modelo é fornecer acesso a aplicativos específicos (como um programa de faturamento médico) usando um protocolo padrão, como o http. A noção de software como serviço tende a substituir a de ASP (2007).[carece de fontes?]

## Modelo ASP
O software aplicativo reside no sistema do fornecedor sendo acessado pelos usuários por meio de um protocolo de comunicação.[carece de fontes?] Como alternativa, o fornecedor pode fornecer um software cliente para fins especiais. O software cliente pode fazer interface com esses sistemas por meio de uma interface de programação de aplicativos.[carece de fontes?]
As características do ASP incluem:[carece de fontes?]
- O ASP é totalmente proprietário e opera o(s) aplicativo(s) de software;
- O ASP é proprietário, opera e mantém os servidores que suportam o software;
- O ASP disponibiliza informações aos clientes por meio da Internet ou de um thin client;
- O ASP pode cobrar com base no uso, em uma taxa mensal/anual ou por hora de trabalho.

As vantagens dessa abordagem incluem:[carece de fontes?]
- Os custos do software para o aplicativo são distribuídos entre vários clientes;
- Os fornecedores oferecem mais experiência em aplicativos do que a equipe interna;
- Os principais sistemas de software são mantidos atualizados e gerenciados por especialistas quanto ao desempenho;
- Acesso a especialistas em produtos e tecnologia dedicados aos produtos disponíveis;
- Redução dos custos internos de TI a uma taxa previsível.

Algumas desvantagens incluem:[carece de fontes?]
- O cliente geralmente precisa aceitar o aplicativo conforme fornecido;
- O cliente deve confiar no provedor para uma função comercial crítica;
- O cliente deve se adaptar a possíveis mudanças de fornecedor;
- A integração com outros aplicativos pode ser problemática.